# 梁漁

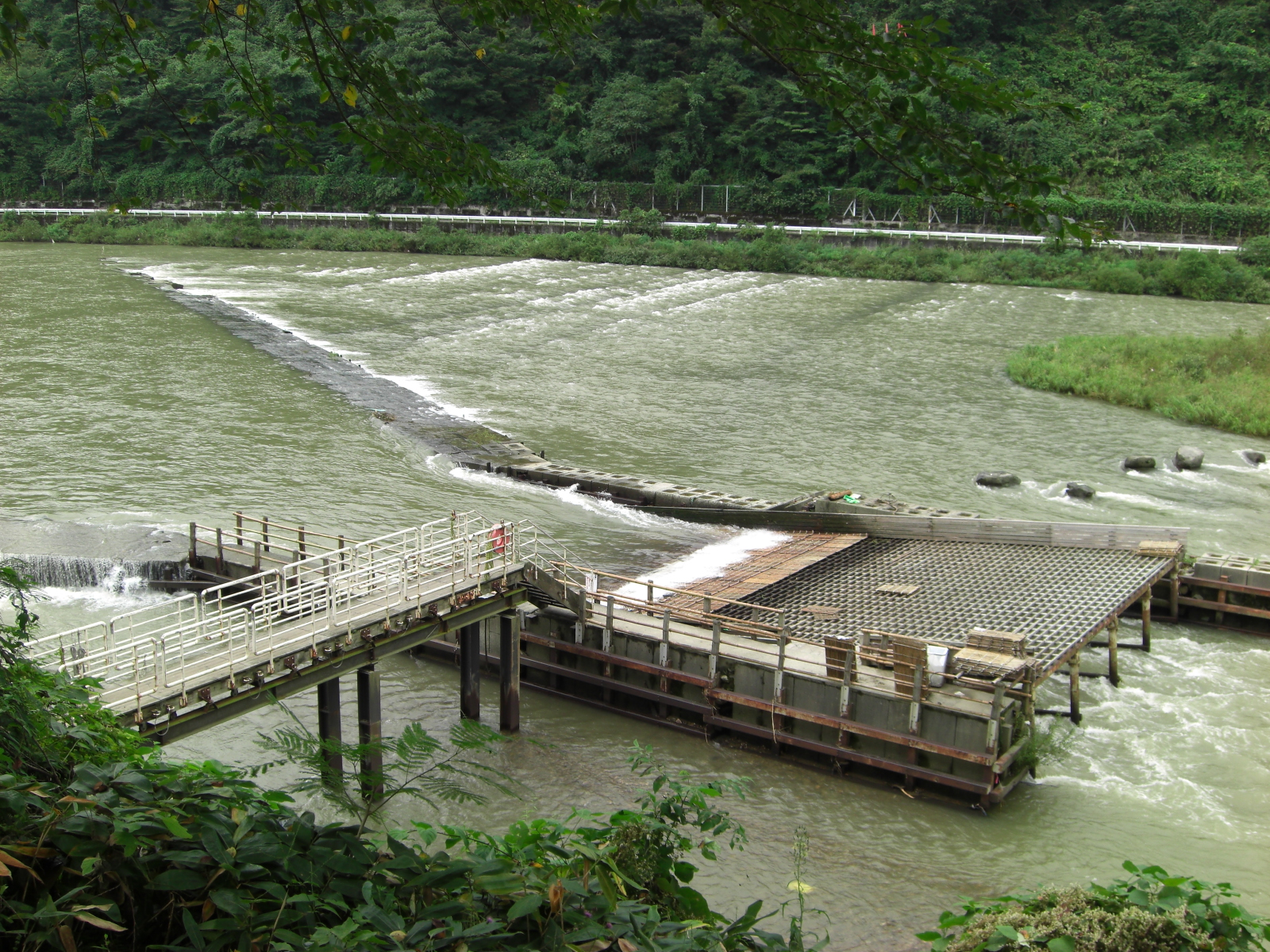
最上川上流に設置された梁
（山形県白鷹町）

梁漁（やなりょう）とは、川の中に足場を組み、木や竹ですのこ状の台を作った梁（やな）という構造物を設置し、上流から泳いできた魚がかかるのを待つ漁法である。アイヌ語ではテㇱ (tes) と呼ばれる。
すのこは上流側に傾いて設置され、上流側では水中にあり、川下側では水上にある。川の水はすのこを通って流れるが、上流から泳いできた魚はすのこの上に打ち上げられる（強制陥穽）。観光やなでは、梁場に自由に出入りができ、打ち上げられた魚は自由に捕まえることができるが、真ん中にある生簀に入れ、持ち帰ることはできない。また、有料で捕まえた鮎を持ち帰ったり、料理してもらえる梁もある。秋に産卵のために川を下るアユなどには効果的な漁法である。